# 기누가와촌
기누가와촌(絹川村)은 이바라키현 유키군에 일찍이 존재했던 촌이다. 현재의 유키시 중부에 해당한다.

## 역사
- 1889년 4월 1일 - 정촌제 시행에 의해 구보타촌, 고모리촌, 나카촌, 가나쿠보촌, 하야시촌이 합병해 성립하였다.
- 1954년 3월 15일 - 에가와촌, 가미야마카와촌과 함께  유키정에 편입 시로 승격해 유키시가 되어, 동일 기누가와촌은 폐지되었다.

## 인구
| 1891년 | 3,334 |
| 1920년 | 3,025 |
| 1935년 | 3,119 |
| 1950년 | 3,569 |

## 참고문헌
- 角川日本地名大辞典編纂委員会『角川日本地名大辞典 8 茨城県』、角川書店、1983年 ISBN 4040010809
- 日本加除出版株式会社編集部『全国市町村名変遷総覧』、日本加除出版、2006年、ISBN 4817813180